# Omri Ziegele

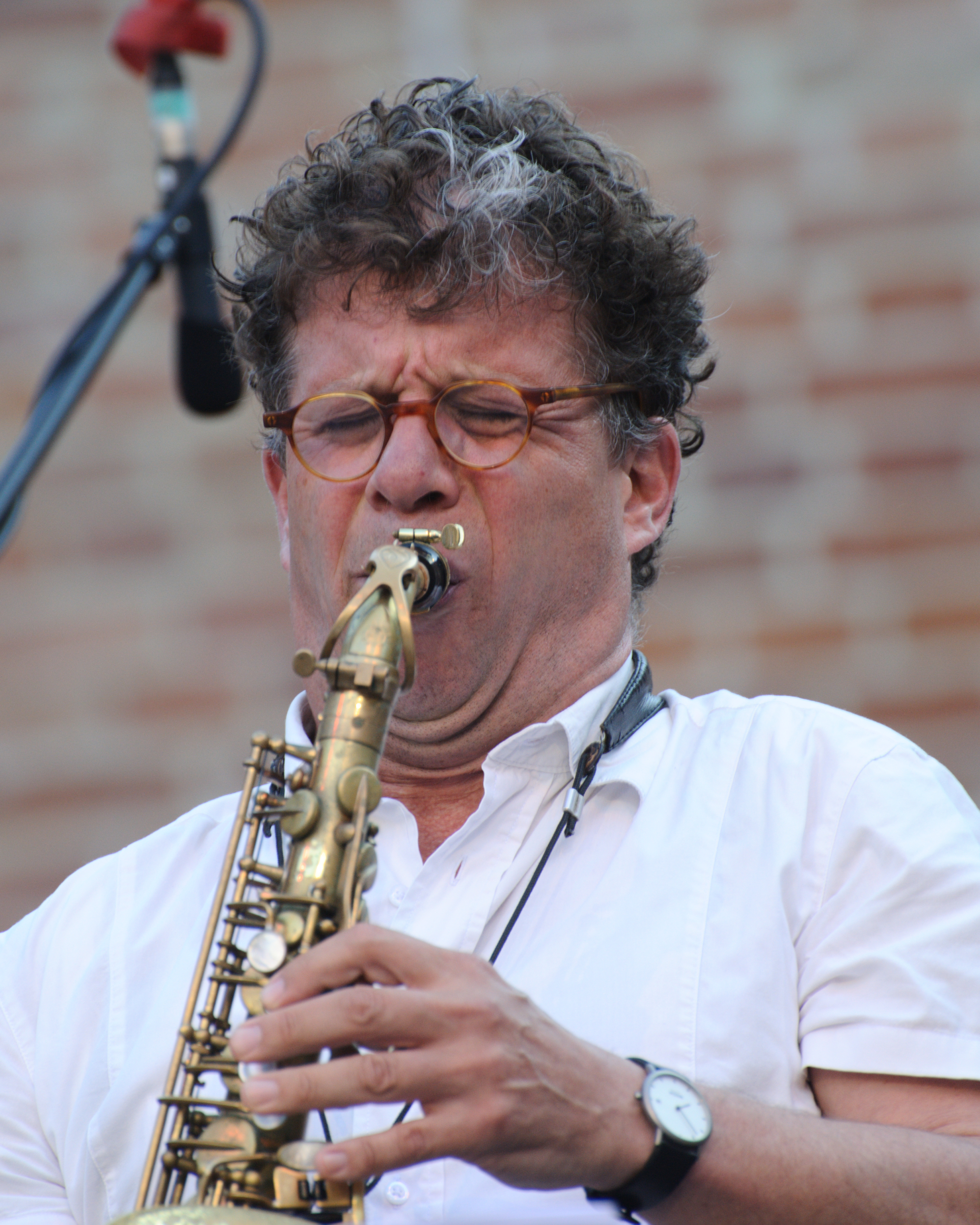
Omri Ziegele (2012)

Omri Ziegele (* 1959 in Rehovot, Israel) ist ein Schweizer Altsaxophonist des Free Jazz.

## Leben und Wirken
Nach der frühen Kindheit in einem Kibbuz wuchs er in Zürich auf und spielte zunächst Klarinette. An der Kantonsschule Rämibühl, wo Harald Haerter und Dieter Ulrich zu seinen Mitschülern zählten, entdeckte er den Jazz und das Saxophon, mit dem er sich autodidaktisch beschäftigte. Nach der Maturität verbrachte er einige Zeit in London, bevor er in Boston am Berklee College of Music studierte, wo ihn Bob Mover und Chris Biscoe beeinflussten. Er leitete eigene Bands, spielte auch im Alternativ-Zirkus Federlos und schuf Theatermusiken. Mittelpunkt von Ziegeles Schaffen ist seit 1996 das Oktett Billiger Bauer, mit dem er regelmässig in der Werkstatt für Improvisierte Musik in Zürich in ungewöhnlicher Besetzung auftritt (u. a. mit zwei Bassisten und zwei Schlagzeugern); zeitweise wird diese Formation noch um weitere Musiker wie Daniel Studer oder Simon Picard zum Großbauern ausgebaut. Seit Ende der 1990er Jahre arbeitete er mit Irène Schweizer, zunächst im Duo, später dann erweitert um den südafrikanischen Schlagzeuger Makaya Ntshoko; Where’s Africa trat auch mit der aus Südafrika anreisenden Posaunistin und Sängerin Siya Makuzeni auf (Jazzfestival Münster 2011). Daneben spielt Ziegele mit Noisy Minority & Squake und im Quartett Theiler-Ziegele-Jeger-Wolfahrt.

## Diskographische Hinweise
- Billiger Bauer The Silence behind Each Cry: Suite for Urs Voerkel (Intakt 2002, mit Dieter Ulrich, Peter Landis, Christoph Gantert, Hans Anliker, Gabriela Friedli, Herbert Kramis, Jan Schlegel, Marco Käppeli)
- Irène Schweizer / Omri Ziegele Where's Africa (Intakt 2005)
- Hans Koch / Urs Leimgruber / Omri Ziegele Love Letters to the President (Intakt 2008)
- Irène Schweizer / Makaya Ntshoko / Omri Ziegele Can Walk on Sand (Intakt 2009)
- Billiger Bauer So viel schon hin – 15 Herbstlieder (Intakt, 2015)
- Omri Ziegele Tomorrow Trio: All Those Yesterdays (Intakt Records, 2020)
- Where’s Africa: That Hat (Intakt, 2022, mit Yves Theiler, Dario Sisera)